# Лесная улица (Зеленогорск)
Лесна́я у́лица — улица в городе Зеленогорске Курортного района Санкт-Петербурга. Проходит от улицы Героев до 2-й Лесной улицы (фактически до неё не доходит).
Первоначальное название — Metsäkatu, что с финского языка переводится как Лесная улица. Этот геоним появился в 1920-х годах.
После войны улица получила русский аналог финского наименования — Лесная. Рядом есть также 1-я Лесная, 2-я Лесная, 3-я Лесная улицы, 1-й Лесной и 2-й Лесной переулки.

## Перекрёстки
- Улица Героев
- 1-я Лесная улица